# 霍雷-斯特雷約韋茨基
49°34′42″N 25°54′53″E / 49.57833°N 25.91472°E
霍雷-斯特雷約韋茨基（羅馬化：Hory-Striiovetski）是烏克蘭的村落，位於該國西部捷爾諾波爾州，由捷尔诺波尔区負責管轄，分別距離馬克西米夫卡1公里和基丹齊1.5公里，始建於1890年，面積1.63平方公里，2001年人口199。